# Grand Prix Portugalska 1995
Grand Prix Portugalska 1995 (XV Grande Prémio de Portugal), byl 13. závod 46. ročníku mistrovství světa jezdců Formule 1 a 37. ročníku poháru konstruktérů, historicky již 577. grand prix, se již tradičně odehrála na okruhu v Estorilu.

## Výsledky

### Kvalifikace
| Pořadí | Číslo | Pilot                    | Konstruktér        | 1. část  | 2. část  | Odstup  |
| ------ | ----- | ------------------------ | ------------------ | -------- | -------- | ------- |
| 1      | 6     | David Coulthard          | Williams-Renault   | 1:21.423 | 1:20.537 |         |
| 2      | 5     | Damon Hill               | Williams-Renault   | 1:21.322 | 1:20.905 | +0.368  |
| 3      | 1     | Michael Schumacher       | Benetton-Renault   | 1:21.885 | 1:21.301 | +0.764  |
| 4      | 28    | Gerhard Berger           | Ferrari            | 1:22.281 | 1:21.970 | +1.433  |
| 5      | 30    | Heinz-Harald Frentzen    | Sauber-Ford        | 1:23.485 | 1:22.226 | +1.689  |
| 6      | 2     | Johnny Herbert           | Benetton-Renault   | 1:23.786 | 1:22.322 | +1.785  |
| 7      | 27    | Jean Alesi               | Ferrari            | 1:22.656 | 1:22.391 | +1.854  |
| 8      | 14    | Rubens Barrichello       | Jordan-Peugeot     | 1:23.142 | 1:22.538 | +2.001  |
| 9      | 25    | Martin Brundle           | Ligier-Mugen-Honda | 1:23.244 | 1:22.588 | +2.051  |
| 10     | 15    | Eddie Irvine             | Jordan-Peugeot     | 1:22.957 | 1:22.831 | +2.294  |
| 11     | 26    | Olivier Panis            | Ligier-Mugen-Honda | 1:23.284 | 1:22.904 | +2.367  |
| 12     | 7     | Mark Blundell            | McLaren-Mercedes   | 1:24.583 | 1:22.914 | +2.377  |
| 13     | 8     | Mika Häkkinen            | McLaren-Mercedes   | 1:23.064 | 1:23.114 | +2.527  |
| 14     | 29    | Jean-Christophe Boullion | Sauber-Ford        | bez času | 1:23.934 | +3.397  |
| 15     | 4     | Mika Salo                | Tyrrell-Yamaha     | 1:24.942 | 1:23.936 | +3.399  |
| 16     | 3     | Ukjó Katajama            | Tyrrell-Yamaha     | 1:24.631 | 1:24.287 | +3.750  |
| 17     | 23    | Pedro Lamy               | Minardi-Ford       | 1:26.210 | 1:24.657 | +4.120  |
| 18     | 24    | Luca Badoer              | Minardi-Ford       | 1:25.746 | 1:24.778 | +4.241  |
| 19     | 10    | Taki Inoue               | Footwork-Hart      | 1:24.883 | 1:25.031 | +4.346  |
| 20     | 9     | Massimiliano Papis       | Footwork-Hart      | 1:25.696 | 1:25.179 | +4.642  |
| 21     | 17    | Andrea Montermini        | Pacific-Ford       | 1:27.659 | 1:26.172 | +5.634  |
| 22     | 21    | Pedro Diniz              | Forti-Ford         | 1:29.137 | 1:27.292 | +6.755  |
| 23     | 22    | Roberto Moreno           | Forti-Ford         | 1:28.672 | 1:27.523 | +6.986  |
| 24     | 16    | Jean-Denis Délétraz      | Pacific-Ford       | bez času | 1:32.769 | +12.232 |

### Závod
| Pořadí | Číslo | Jezdec                   | Konstruktér        | Kola | Čas/odstoupení | Start | Body |
| ------ | ----- | ------------------------ | ------------------ | ---- | -------------- | ----- | ---- |
| 1      | 6     | David Coulthard          | Williams-Renault   | 71   | 1:41:52.145    | 1     | 10   |
| 2      | 1     | Michael Schumacher       | Benetton-Renault   | 71   | +7.248         | 3     | 6    |
| 3      | 5     | Damon Hill               | Williams-Renault   | 71   | +22.121        | 2     | 4    |
| 4      | 28    | Gerhard Berger           | Ferrari            | 71   | +1:24.879      | 4     | 3    |
| 5      | 27    | Jean Alesi               | Ferrari            | 71   | +1:25.429      | 7     | 2    |
| 6      | 30    | Heinz-Harald Frentzen    | Sauber-Ford        | 70   | +1 kolo        | 5     | 1    |
| 7      | 2     | Johnny Herbert           | Benetton-Renault   | 70   | +1 kolo        | 6     |      |
| 8      | 25    | Martin Brundle           | Ligier-Mugen-Honda | 70   | +1 kolo        | 9     |      |
| 9      | 7     | Mark Blundell            | McLaren-Mercedes   | 70   | +1 kolo        | 12    |      |
| 10     | 15    | Eddie Irvine             | Jordan-Peugeot     | 70   | +1 kolo        | 10    |      |
| 11     | 14    | Rubens Barrichello       | Jordan-Peugeot     | 70   | +1 kolo        | 8     |      |
| 12     | 29    | Jean-Christophe Boullion | Sauber-Ford        | 70   | +1 kolo        | 14    |      |
| 13     | 4     | Mika Salo                | Tyrrell-Yamaha     | 69   | +2 kola        | 15    |      |
| 14     | 24    | Luca Badoer              | Minardi-Ford       | 68   | +3 kola        | 18    |      |
| 15     | 10    | Taki Inoue               | Footwork-Hart      | 68   | +3 kola        | 19    |      |
| 16     | 21    | Pedro Diniz              | Forti-Ford         | 66   | +5 kol         | 22    |      |
| 17     | 22    | Roberto Moreno           | Forti-Ford         | 64   | +7 kol         | 23    |      |
| Ret    | 17    | Andrea Montermini        | Pacific-Ford       | 53   | Převodovka     | 21    |      |
| Ret    | 8     | Mika Häkkinen            | McLaren-Mercedes   | 44   | Motor          | 13    |      |
| Ret    | 16    | Jean-Denis Délétraz      | Pacific-Ford       | 14   | Odstoupení     | 24    |      |
| Ret    | 26    | Olivier Panis            | Ligier-Mugen-Honda | 10   | Vyjetí z trati | 11    |      |
| Ret    | 23    | Pedro Lamy               | Minardi-Ford       | 7    | Převodovka     | 17    |      |
| Ret    | 3     | Ukjó Katajama            | Tyrrell-Yamaha     | 0    | Kolize         | 16    |      |
| Ret    | 9     | Massimiliano Papis       | Footwork-Hart      | 0    | Převodovka     | 20    |      |

## Průběžné pořadí šampionátu
Pohár jezdců
| Pořadí | Jezdec             | Body |
| ------ | ------------------ | ---- |
| 1      | Michael Schumacher | 72   |
| 2      | Damon Hill         | 55   |
| 3      | David Coulthard    | 39   |
| 4      | Johnny Herbert     | 38   |
| 5      | Jean Alesi         | 34   |

Pohár konstruktérů
| Pořadí | Konstruktér      | Body |
| ------ | ---------------- | ---- |
| 1      | Benetton-Renault | 100  |
| 2      | Williams-Renault | 88   |
| 3      | Ferrari          | 62   |
| 4      | McLaren-Mercedes | 21   |
| 5      | Sauber-Ford      | 18   |